# أنانيا تشاترجي
أنانيا تشاترجي هو فيلم الممثلة البنغالية المعروفة لدورها الحائز على جائزة وطنية في Abahoman. [1] وقالت إنها بدأت حياتها المهنية كممثلة التلفزيون. قالت إنها عملت في العديد من المسلسلات التلفزيونية والأفلام، بما في ذلك ثلاثة من إخراج أنجان دوت. دورها باعتبارها موسى من مدير المتزوجات في Abahoman، من إخراج ريتبارنو غوش حصلت عنه على الجائزة الوطنية لأفضل ممثلة الفيلم. [2]

## حياتها الفنية
كان تشاترجي وهو طالب في مؤسسة الرقص ماماتا شانكار، عندما بدأت حياتها المهنية في التمثيل في التلفزيون، مع مسلسلات تلفزيونية، الدين Pratidin حيث أنها تصرفت عكس Rudranil غوش، وذهب تظهر على الصابون مثل Tithir ATITHI، علية، وأنانيا. [3] وعلى الرغم من عدم وجود تدريب رسمي في التمثيل، وأعرب عن تقديره عملها وأصبحت اسما مألوفا؛ [3] قريبا قالت إنها عملت في عدة telefilms كذلك، وفعل ثلاثة telefilms إخراج المغني الذي تحول إلى مدير أنجان دوت، جون جوني جاناردان، إيك الدين دارجيلنغ وعمار بابا. كما أنها عملت في أنجان دوت Byomkesh باكشي فيلم العديم Ripu. [4] وفي وقت لاحق قالت إنها قدمت لها ميزة الفيلم لأول مرة مع باسو تشاترجي في تاك Jhal Mishti (2002)، التي كانت تتابع مع شاران دوتا فيلم رات Barota بانش (2005). [2 ] بعد ظهورها في الفيلم الكوميدي، Aamra (2006) من قبل Mainak Bhaumik، وكان فيلمها الهامة التالية المدير الوافد الجديد Agnidev تشاترجي، وProbhu Nashto Hoye جاي (لورد، واسمحوا الشيطان سرقة روحي)، التي كانت لأول مرة في مهرجان 13TH فيلم كولكاتا. [5]
في عام 2009، والتي تظهر عكس المخضرم سوميترا تشاترجي في Dwando سومان غوش تمكنت من الوقوف في الميدان بلدها ومن ثم في أنوب سينغوبتا ماما Bhagne (2009) حيث مرة أخرى أنها تم استعراض أدائها بأنه «ممتاز». [6] [7] ومع ذلك كان في Abohoman ريتبارنو غوش (2009)، الذي صدر في عام 2010، التي أنشأت لها كممثلة ذات سمعة، [8] وفازت أيضا على الجائزة الوطنية لأفضل ممثلة، لها أول فيلم. في عام 2012 فيلم البنغالية دكا Meghe تارا إخراج Kamaleswar موخرجي، لعبت تشاترجي دور دورجا، زوجة نيكانثا Bagchi. [9]
غنت الدور الرئيسي في المسلسل البنغالية Subarnolata شعبية على قناة زي البنغالية. [10]

## جوائزها
أفضل ممثلة الفيلم الوطني الهندي 2009

## روابط خارجية
- أنانيا تشاترجي على موقع IMDb (الإنجليزية)
- أنانيا تشاترجي على موقع قاعدة بيانات الفيلم (الإنجليزية)